# Olej arsynowy
Olej arsynowy (olej arsenowy; niem. Arsinöl, A-Öl) – parzący bojowy środek trujący z grupy sternitów będący mieszaniną 50% fenylodichloroarsyny, 35% difenylochloroarsyny, 5% trifenyloarsyny i 5% trichlorku arsenu. Stosowany był także w mieszaninie z iperytem siarkowym w celu obniżenia temperatury krzepnięcia.
Olej arsynowy produkowany był w czasie I wojny światowej przez Niemcy. W 1935 roku III Rzesza rozpoczęła budowę fabryki, która ukończona została w 1938 roku. Jej zdolność produkcyjna wynosiła 270 ton oleju arsynowego miesięcznie i do marca 1944 roku wyprodukowano w niej 7500 ton tego środka. Według różnych szacunków III Rzesza w latach 1933–1945 wyprodukowała od 7500 ton do 12 600 ton oleju arsynowego.
Po wojnie, zapasy broni chemicznej były zatapiane przez aliantów powodując skażenie chemiczne wody. W 1947 roku Radziecka Wojskowa Administracja w Niemczech nakazała zatopienie 11 000 ton bojowych środków trujących w rejonie basenu bornholmskiego, z czego 18% stanowił olej arsynowy. W grudniu tego samego roku lokalne gazety podawały informacje o wyrzucaniu na brzeg pojemników z adamsytem i olejem arsynowym, co wskazuje na znaczne rozprzestrzenienie się skażenia tymi środkami od miejsca ich zatopienia.
W 1957 roku w Jarosławcu znaleziono w okolicy plaży cysternę zawierającą najprawdopodobniej 60 m³ oleju arsynowego z czasów I wojny światowej. Zbiornik ten został następnie wysadzony przez saperów wywołując potencjalnie skażenie pobliskiego terenu.